# Невласний інтеграл
Невла́сний інтегра́л, невласти́вий інтегра́л — розширення поняття інтеграла Рімана. В інтегралі Рімана розглядають 
- скінченний проміжок інтегрування [a, b];
- підінтегральна функція f(x) — обмежена (необхідна умова інтегровності функції за Ріманом).

Невласний інтеграл I (першого) роду розглядається на нескінченному проміжку інтегрування (і обчислюється як границя послідовності інтегралів Рімана по скінченних проміжках, які «розширюються»), а невласний інтеграл II (другого) роду — це інтеграл з необмеженою підінтегровною функцією (обчислюється як границя послідовності інтегралів Рімана по інтервалах,
які наближаються до особливої точки підінтегральної функції, де ця функція прямує до нескінченності).
Подальшим узагальненням інтеграла Рімана є поняття головного значення інтеграла за Коші.

## Невласний інтеграл першого роду («нескінченний інтервал»)

### Означення

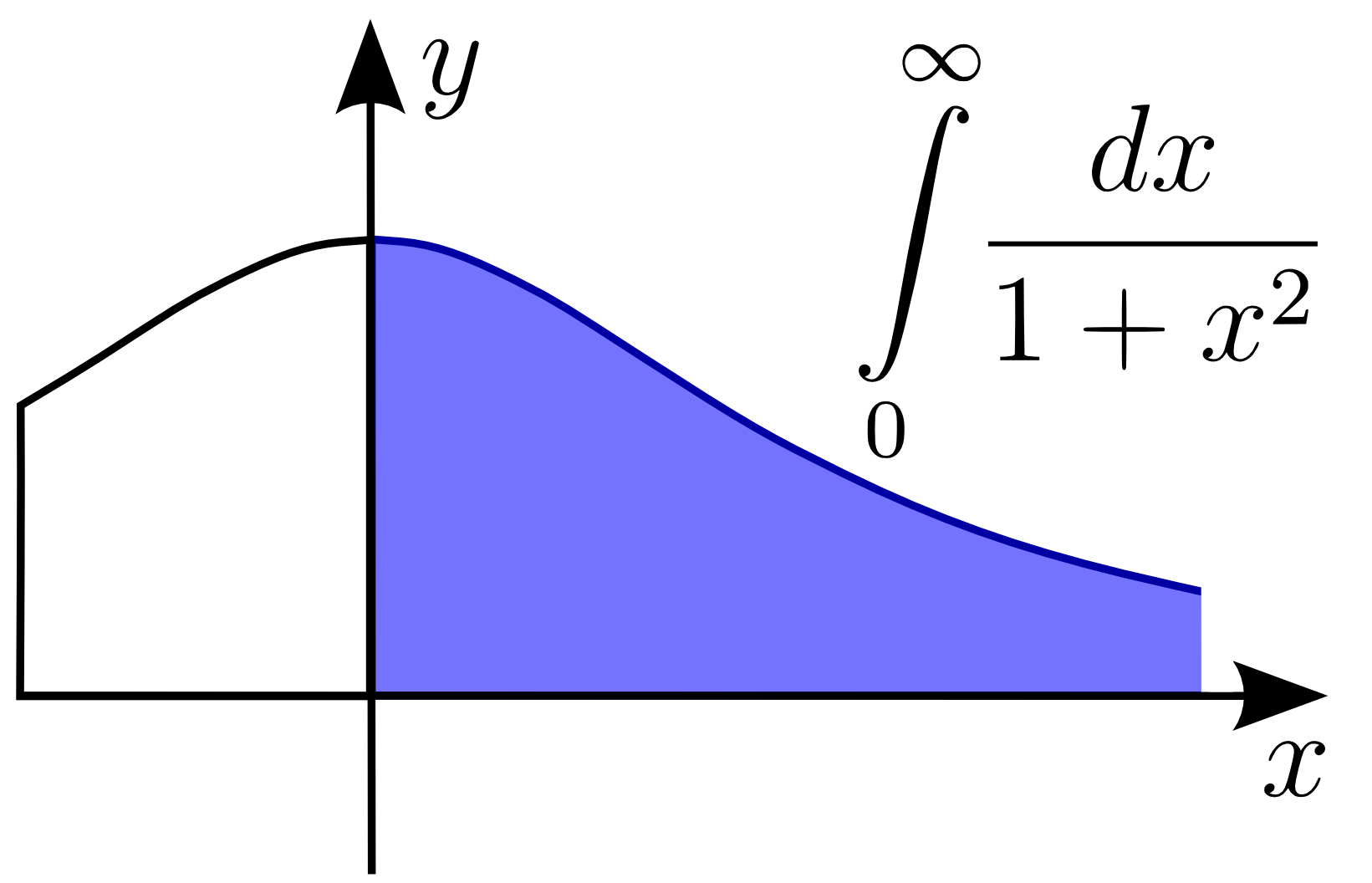
Невласний інтеграл першого роду є площею нескінченно широкої криволінійної трапеції

Нехай a ∈ R. Невласний інтеграл першого роду визначається на одному з таких нескінченних інтервалів:
1. (a, +∞);
2. (−∞, a);

#### Означення для інтервалу (a, +∞)
Означення. Нехай функція f : (a, +∞) → R така, що ∀ A > a : f ∈ R([a, A]), тобто є скінченним інтеграл Рімана
{\displaystyle \int _{a}^{A}f(x)\,dx=:F(A).}
Якщо існує скінченна границя послідовності інтегралів F(A), коли A → +∞, то
- значення цієї границі називають невласним інтегралом першого роду для функції f по інтервалу (a, +∞) і позначають символом {\displaystyle \int _{a}^{+\infty }f(x)\,dx;}

- невласний інтеграл {\displaystyle \int _{a}^{+\infty }f(x)\,dx} називають збіжним.

Якщо ж виконуються умови означення, але границя F(A) не існує або рівна ±∞, то кажуть, що невласний інтеграл першого роду для функції f розбігається (або є розбіжним).
Аналогічно можна дати означення невласного інтеграла першого роду для інтервалу (−∞, a).
Приклад. Розглянемо інтеграл
{\displaystyle \int _{-1}^{+\infty }{\frac {1}{x}}\,dx.}
Для довільного A > 0 функція f(x) = 1/x ∉ R([-1, A]) (бо є необмеженою в околі точки 0). Отже, даний інтеграл не є невласним інтегралом першого роду.
Приклад. Розглянемо інтеграл
{\displaystyle \int _{0}^{+\infty }{\frac {1}{1+x^{2}}}\,dx.}
Для всіх A > 0 функція f(x) = 1/(1+x²) ∈ R([0, A]) як обмежена функція. Отже, даний інтеграл є невласним інтегралом першого роду. Дослідимо його збіжність:
{\displaystyle F(A):=\int _{0}^{A}{\frac {1}{1+x^{2}}}\,dx=\mathop {\mathrm {arctg} } \,x{\Bigr |}_{x=0}^{A}=\mathop {\mathrm {arctg} } \,A\rightarrow \pi /2,\quad A\to +\infty .}
Отже, даний невласний інтеграл є збіжним, і його значення дорівнює π/2.
Приклад. Розглянемо інтеграл
{\displaystyle \int _{1}^{+\infty }{\frac {1}{x}}\,dx.}
Для всіх A > 1 функція f(x) = 1/x ∈ R([1, A]) як обмежена функція. Отже, даний інтеграл є невласним інтегралом першого роду. Дослідимо його збіжність:
{\displaystyle F(A):=\int _{1}^{A}{\frac {1}{x}}\,dx=\ln x{\Bigr |}_{x=1}^{A}=\ln A\rightarrow +\infty ,\quad A\to +\infty .}
Отже, даний невласний інтеграл є розбіжним.
Приклад. Розглянемо інтеграл
{\displaystyle \int _{0}^{+\infty }\cos x\,dx.}
Для всіх A > 0 функція f(x) = cos x ∈ R([0, A]) як обмежена функція. Отже, даний інтеграл є невласним інтегралом першого роду. Дослідимо його збіжність:
{\displaystyle F(A):=\int _{1}^{A}\cos x\,dx=\sin x{\Bigr |}_{x=0}^{A}=\sin A.}
Оскільки не існує границі sin A при A → +∞, то даний невласний інтеграл є розбіжним.

#### Означення для інтервалу (−∞, +∞)
Означення. Нехай функція f : (−∞, +∞) → R така, що ∀ A, B ∈ R, A < B : f ∈ R([A, B]), тобто є скінченним інтеграл Рімана
{\displaystyle \int _{A}^{B}f(x)\,dx=:F(A,B);}
Якщо існує скінченна подвійна границя послідовності інтегралів F(A, B), коли A → −∞ та B → +∞ незалежно одне від одного, то
- значення цієї границі називають невласним інтегралом першого роду для функції f по інтервалу (−∞, +∞) і позначають одним із символів

{\displaystyle \int _{-\infty }^{+\infty }f(x)\,dx,\qquad \int _{\mathbb {R} }f(x)\,dx}
- невласний інтеграл {\displaystyle \int _{-\infty }^{+\infty }f(x)\,dx} називають збіжним.

Якщо ж виконується умова означення, але границя F(A, B) не існує або рівна ±∞, то кажуть, що невласний інтеграл першого роду для функції f розбігається (або є розбіжним).

#### Властивості
- {\displaystyle \int _{-\infty }^{+\infty }f(x)\,dx} збігається ⇔ ∀a ∈ R інтеграли {\displaystyle \int _{-\infty }^{a}f(x)\,dx,} {\displaystyle \int _{a}^{+\infty }f(x)\,dx} є збіжними;

- {\displaystyle \int _{-\infty }^{+\infty }f(x)\,dx} розбігається ⇔ ∃a ∈ R таке, що хоча б один із інтегралів {\displaystyle \int _{-\infty }^{a}f(x)\,dx,} {\displaystyle \int _{a}^{+\infty }f(x)\,dx}

є розбіжним.

### Критерій Коші збіжності невласного інтеграла першого роду
Нехай функція f(x) задовольняє умові означення для інтервалу (a, +∞).
Невласний інтеграл {\displaystyle \int \limits _{a}^{\infty }f(x)dx}
збігається тоді і лише тоді, коли
{\displaystyle \forall \varepsilon >0\quad \exists A_{0}\geq a\quad \forall A'\geq A_{0}\quad \forall A''\geq A_{0}:\quad \left|\int _{A'}^{A''}f(x)\,dx\right|<\varepsilon .}
Аналогічно можна сформулювати критерій Коші збіжності невласного інтеграла першого роду по інтервалу (−∞, a).

### Ознаки порівняння збіжності невласних інтегралів першого роду
Нехай функція f(x) задовольняє умові означення для інтервалу (a, +∞).
- Якщо існує функція g(x) така, що
  1. |f(x)| ≤ g(x) для всіх x ≥ a та
  2. ∫a+∞g(x) dx збігається,

то ∫a+∞f(x) dx теж збігається.
- Якщо існує функція g(x) така, що
  1. 0 ≤ g(x) ≤ |f(x)| для всіх x ≥ a та
  2. ∫a+∞g(x) dx розбігається,

то ∫a+∞f(x) dx теж розбігається.
У випадку, коли f(x) — невід'ємна, ознаки порівняння можна схематично записати у вигляді:
```
       
f
(
x
) ≤ 
g
(
x
)
        зб. ⇐ зб.
      розб. ⇒ розб.
```

Аналогічні твердження мають місце для невласних інтегралів по інтервалам (−∞, a) та (−∞, +∞).

### Абсолютна збіжність
Означення. Невласний інтеграл {\displaystyle \int _{a}^{+\infty }f(x)\,dx} називається абсолютно збіжним, якщо збіжним є невласний інтеграл
{\displaystyle \int _{a}^{+\infty }|f(x)|\,dx.}
Означення. Збіжний невласний інтеграл, який не є абсолютно збіжним, називається умовно збіжним.
Теорема. Якщо невласний інтеграл збігається абсолютно, то він збігається.

### Ознаки збіжності

#### Ознака Діріхле
Нехай для функцій {f, g} ⊂ C([a, +∞)) виконуються умови:
1. існує стала C ∈ R така, що для всіх A ≥ a: {\displaystyle \left|\int _{a}^{A}f(x)dx\right|\leq C;}
2. функція g монотонна на [a, +∞);
3. g(x) → 0 при x → +∞.

Тоді збіжним буде невласний інтеграл {\displaystyle \int _{a}^{+\infty }f(x)g(x)\,dx.}
Приклад.
Розглянемо інтеграл Діріхле
{\displaystyle \int _{1}^{+\infty }{\frac {\sin x}{x}}\,dx.}
Цей інтеграл є збіжним за ознакою Діріхле: функції f(x) = sin x та g(x) = 1/x є неперервними на [1, +∞) та задовольняють умовам 1—3 ознаки Діріхле.

#### Ознака Абеля
Нехай функції f, g визначені на [a, +∞) та задовольняють умовам:
1. збіжним є невласний інтеграл {\displaystyle \int _{a}^{+\infty }f(x)\,dx;}
2. функція g монотонна на [a, +∞);
3. функція g — обмежена на [a, +∞).

Тоді збіжним буде невласний інтеграл {\displaystyle \int _{a}^{+\infty }f(x)g(x)\,dx.}

## Невласний інтеграл другого роду («від необмеженої функції»)

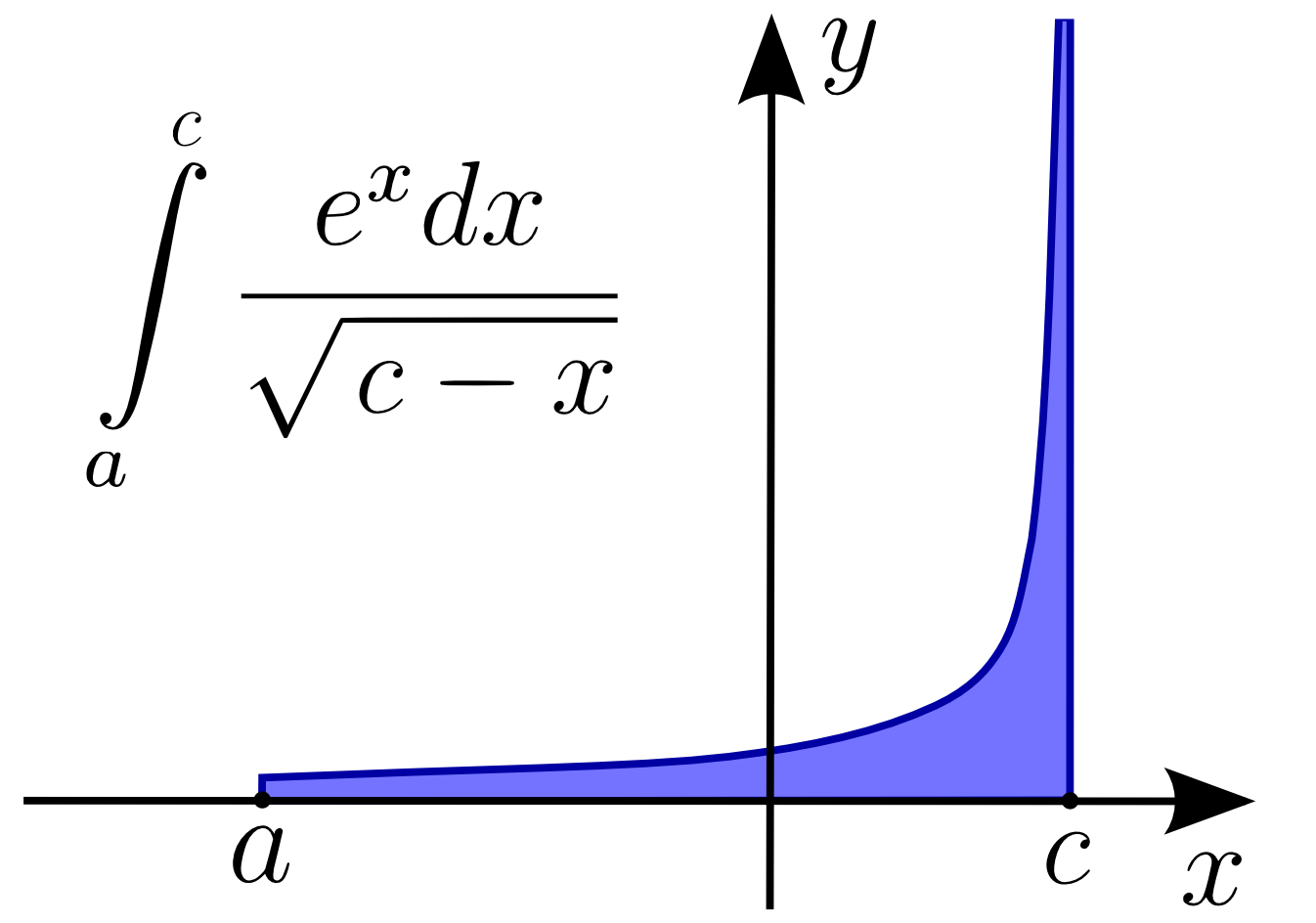
Невласний інтеграл другого роду є площею нескінченно високої криволінійної трапеції

Невласний інтеграл другого роду є узагальненням інтеграла Рімана для випадку необмеженої функції.
Нехай функція f(x) визначена та неперервна на інтервалі [a, b).
Означення. Точка b називається особливою точкою функції f(x), якщо
- для всіх α ∈ (0, b − a) функція f є обмеженою на інтервалі [a, b − α);
- функція f — необмежена на інтервалі [a, b).

Розглянемо функцію
{\displaystyle F(\alpha ):=\int _{a}^{b-\alpha }f(x)\,dx,\quad \alpha \in (0,b-a).}
Означення. Нехай виконуються умови:
1. функція f(x) визначена та неперервна на інтервалі [a, b);
2. точка b — особлива точка функції f(x);
3. існує скінченна границя F(α) при α → 0.

Тоді
- значення цієї границі називають невласним інтегралом другого роду і позначають символом {\displaystyle \int _{a}^{b}f(x)\,dx;}

- кажуть, що цей невласний інтеграл збігається (або є збіжним).

Якщо виконуються умови 1—2 означення, але границя F(α) не існує або дорівнює ±∞, то такий невласний інтеграл розбігається (називається розбіжним).
Зауваження. У випадку, коли функція f(x) має скінченну кількість особливих точок на проміжку інтегрування, то інтеграл розбивають на суму інтегралів по інтервалам, в кожному з яких присутня лише одна особлива точка на одному з кінців інтегрування.

## Зв'язок між невласними інтегралами I та II родів
Нижче наведено відображення, які пов'язують інтервали скінченної на нескінченної довжин:
```
   
x
           заміна змінної          
t

 I [
a
, +∞)  →  
x
 = 
a
/(1−
t
)          →  [0, 1)
II [
a
, 
b
)   →  
x
 = 
b
 − (
b
−
a
)/(1−
t
)  →  [0, +∞)
```

У невласному інтегралі першого роду виконаємо заміну змінних згідно рядку I:
{\displaystyle \int _{a}^{+\infty }f(x)\,dx={\begin{vmatrix}x={\frac {a}{1-t}}\\dx={\frac {a}{(1-t)^{2}}}\,dt\end{vmatrix}}=\int _{0}^{1}{\frac {a}{(1-t)^{2}}}f\left({\frac {a}{1-t}}\right)\,dt,}
в результаті чого отримаємо інтеграл по скінченному проміжку [0, 1] від необмеженої функції, тобто невласний інтеграл другого роду.
І навпаки, виконавши заміну в невласному інтегралі другого роду згідно рядку II
{\displaystyle \int _{a}^{b}f(x)\,dx={\begin{vmatrix}x=b-{\frac {b-a}{1-t}}\\dx=-{\frac {b-a}{(1-t)^{2}}}\,dt\end{vmatrix}}=-\int _{0}^{+\infty }{\frac {b-a}{(1-t)^{2}}}f\left(b-{\frac {b-a}{1-t}}\right)\,dt,}
отримаємо невласний інтеграл першого роду по нескінченному проміжку [0, +∞).
Зауваження. Зв'язок між невласними інтегралами I та II родів дозволяє звести питання про збіжність невласного інтеграла II роду до питання про збіжність невласного інтеграла I роду, а саме:
невласний інтеграл II роду збігається тоді і лише тоді, коли збігається відповідний невласний інтеграл I роду.

## Інтеграл від необмеженої функції по нескінченному проміжку
Розглянемо інтеграл
{\displaystyle \int _{a}^{+\infty }f(x)\,dx,}
в якому підінтегральна функція f(x) має скінченну кількість особливих точок p1 < p2 < … < pn всередині проміжку інтегрування. Щоб обчислити даний інтеграл, потрібно скористатися рівністю
{\displaystyle \int _{a}^{+\infty }f(x)\,dx=\int _{a}^{p_{n}+1}f(x)\,dx+\int _{p_{n}+1}^{+\infty }f(x)\,dx.}
В правій частині цієї рівності перший інтеграл — це інтеграл по скінченному проміжку інтегрування зі скінченною кількістю полюсів (див. Зауваження в розділі Невласний інтеграл другого роду («від необмеженої функції»)), а другий інтеграл — це невласний інтеграл першого роду (якщо f(x) задовольняє умові означення для інтервалу (a, +∞)).
).

## Гамма-функція та бета-функція
Виділяють особливий клас функцій, які представлені у вигляді власного або невласного інтеграла, який залежить не тільки від формальної змінної, а і від параметра. Такі функції називаються інтегралами, залежними від параметра. До їх числа відносяться гамма-функція та бета-функція Ейлера.
Гамма функція представляється невласним інтегралом першого роду:
{\displaystyle \Gamma (a)=\int _{0}^{+\infty }x^{a-1}\exp(-x)\,dx,\quad a>0.}
Бета функція є невласним інтегралом другого роду:
{\displaystyle B(a,\,b)=\int _{0}^{1}x^{a-1}(1-x)^{b-1}\,dx,\quad a>0,\,b>0.}